# Copiocera harroweri
Copiocera harroweri är en insektsart som beskrevs av Morgan Hebard 1924. Copiocera harroweri ingår i släktet Copiocera och familjen gräshoppor. Inga underarter finns listade i Catalogue of Life.